# Asian Le Mans Series 2017-2018
Navigation
Édition précédente Édition suivante

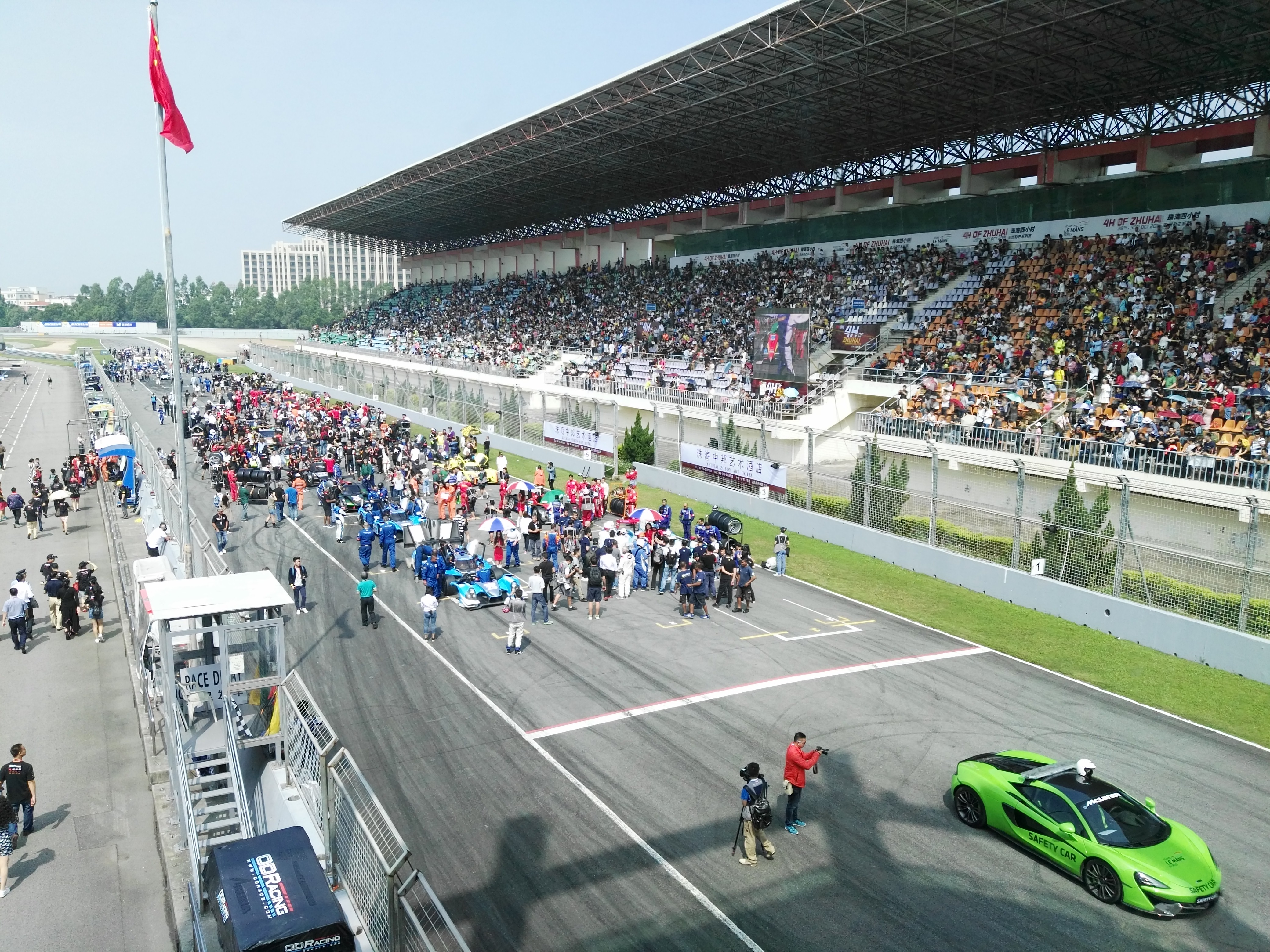
Grille de départ des 4 heures de Zhuhai

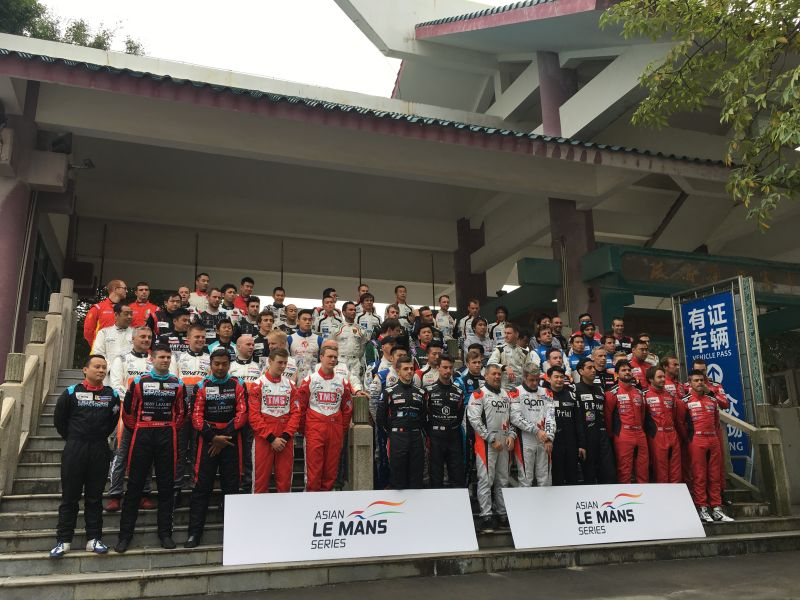
Photo de groupe des pilotes engagés aux 4 heures de Zhuhai

La saison 2017-2018 des Asian Le Mans Series est la sixième saison de ce championnat et se déroulera du 27 octobre 2017 au 4 février 2018 sur un total de quatre manches. À l'issue du championnat, quatre invitations pour les 24 Heures du Mans 2018 ont été distribuées, deux pour le Jackie Chan DC Racing et deux pour le FIST-Team AAI.

## Calendrier
Le calendrier 2017-2018 a été révélé le 11 Juin 2017. Il a ensuite été mis à jour en juin, à la suite de l'annulation de la manche de Zhejiang.
| N° | Date       | Course                | Circuit                          | Lieu    | Pays      |
| -- | ---------- | --------------------- | -------------------------------- | ------- | --------- |
| 1  | 29 octobre | 4 Heures de Zhuhai    | Circuit international de Zhuhai  | Zhuhai  | Chine     |
| 2  | 3 décembre | 4 Heures de Fuji      | Circuit du Mont Fuji             | Oyama   | Japon     |
| 3  | 13 janvier | 6 Heures de Thaïlande | Circuit international de Buriram | Buriram | Thaïlande |
| 4  | 4 février  | 4 Heures de Sepang    | Circuit international de Sepang  | Sepang  | Malaisie  |

## Engagés
| No.    | Pays | Équipe                       | Voiture                                    | Pneu | Pilote 1                                                                                             | Pilote 2                                                                                             | Pilote 3                                                                                             | Manche |      |      |      |      |      |      |      |      |      |      |      |      |      |      |      |      |      |      |      |      |      |      |      |      |      |      |      |      |      |      |      |      |      |      |      |      |      |      |      |      |      |      |      |      |      |      |      |      |      |      |      |      |      |      |      |      |      |      |      |      |      |      |      |      |      |      |      |      |      |      |      |      |      |      |      |      |      |      |      |      |      |      |      |      |      |      |      |      |      |
| No.    | Pays | Équipe                       | Voiture                                    | Pneu | Les chiffres entre parenthèses sont la ou les manches auxquelles le pilote ou l'écurie sont inscrits | Les chiffres entre parenthèses sont la ou les manches auxquelles le pilote ou l'écurie sont inscrits | Les chiffres entre parenthèses sont la ou les manches auxquelles le pilote ou l'écurie sont inscrits | Manche |      |      |      |      |      |      |      |      |      |      |      |      |      |      |      |      |      |      |      |      |      |      |      |      |      |      |      |      |      |      |      |      |      |      |      |      |      |      |      |      |      |      |      |      |      |      |      |      |      |      |      |      |      |      |      |      |      |      |      |      |      |      |      |      |      |      |      |      |      |      |      |      |      |      |      |      |      |      |      |      |      |      |      |      |      |      |      |      |      |
| LMP2   | LMP2 | LMP2                         | LMP2                                       | LMP2 | LMP2                                                                                                 | LMP2                                                                                                 | LMP2                                                                                                 | LMP2   | LMP2 | LMP2 | LMP2 | LMP2 | LMP2 | LMP2 | LMP2 | LMP2 | LMP2 | LMP2 | LMP2 | LMP2 | LMP2 | LMP2 | LMP2 | LMP2 | LMP2 | LMP2 | LMP2 | LMP2 | LMP2 | LMP2 | LMP2 | LMP2 | LMP2 | LMP2 | LMP2 | LMP2 | LMP2 | LMP2 | LMP2 | LMP2 | LMP2 | LMP2 | LMP2 | LMP2 | LMP2 | LMP2 | LMP2 | LMP2 | LMP2 | LMP2 | LMP2 | LMP2 | LMP2 | LMP2 | LMP2 | LMP2 | LMP2 | LMP2 | LMP2 | LMP2 | LMP2 | LMP2 | LMP2 | LMP2 | LMP2 | LMP2 | LMP2 | LMP2 | LMP2 | LMP2 | LMP2 | LMP2 | LMP2 | LMP2 | LMP2 | LMP2 | LMP2 | LMP2 | LMP2 | LMP2 | LMP2 | LMP2 | LMP2 | LMP2 | LMP2 | LMP2 | LMP2 | LMP2 | LMP2 | LMP2 | LMP2 | LMP2 | LMP2 | LMP2 | LMP2 | LMP2 | LMP2 |
| ------ | ---- | ---------------------------- | ------------------------------------------ | ---- | --- | --- | --- | ------ | ---- | ---- | ---- | ---- | ---- | ---- | ---- | ---- | ---- | ---- | ---- | ---- | ---- | ---- | ---- | ---- | ---- | ---- | ---- | ---- | ---- | ---- | ---- | ---- | ---- | ---- | ---- | ---- | ---- | ---- | ---- | ---- | ---- | ---- | ---- | ---- | ---- | ---- | ---- | ---- | ---- | ---- | ---- | ---- | ---- | ---- | ---- | ---- | ---- | ---- | ---- | ---- | ---- | ---- | ---- | ---- | ---- | ---- | ---- | ---- | ---- | ---- | ---- | ---- | ---- | ---- | ---- | ---- | ---- | ---- | ---- | ---- | ---- | ---- | ---- | ---- | ---- | ---- | ---- | ---- | ---- | ---- | ---- | ---- | ---- | ---- | ---- | ---- | ---- |
| 4      |      | ARC Bratislava,              | Ligier JSP2 - Nissan VK45DE                | M    | Miroslav Konôpka (1-4)                                                                               | Konstantīns Calko (en) (1-4)                                                                         | Rik Breukers (1,2) Gustavo Yacamán (3)                                                               | 1-4    |      |      |      |      |      |      |      |      |      |      |      |      |      |      |      |      |      |      |      |      |      |      |      |      |      |      |      |      |      |      |      |      |      |      |      |      |      |      |      |      |      |      |      |      |      |      |      |      |      |      |      |      |      |      |      |      |      |      |      |      |      |      |      |      |      |      |      |      |      |      |      |      |      |      |      |      |      |      |      |      |      |      |      |      |      |      |      |      |      |
| 7      |      | Jackie Chan DC Racing X Jota | Oreca 05 - Nissan VK45DE                   | M    | David Cheng (1,2) Weiron Tan (4)                                                                     | Ho-Pin Tung (1) Jazeman Jaafar (2, 4)                                                                | James Winslow (1) Afiq Ikhwan Yazid (4)                                                              | 1-4    |      |      |      |      |      |      |      |      |      |      |      |      |      |      |      |      |      |      |      |      |      |      |      |      |      |      |      |      |      |      |      |      |      |      |      |      |      |      |      |      |      |      |      |      |      |      |      |      |      |      |      |      |      |      |      |      |      |      |      |      |      |      |      |      |      |      |      |      |      |      |      |      |      |      |      |      |      |      |      |      |      |      |      |      |      |      |      |      |      |
| 8      |      | Jackie Chan DC Racing X Jota | Oreca 05 - Nissan VK45DE                   | M    | Stéphane Richelmi (1-4)                                                                              | Harrison Newey (1-4)                                                                                 | Thomas Laurent (1-4)                                                                                 | 1-4    |      |      |      |      |      |      |      |      |      |      |      |      |      |      |      |      |      |      |      |      |      |      |      |      |      |      |      |      |      |      |      |      |      |      |      |      |      |      |      |      |      |      |      |      |      |      |      |      |      |      |      |      |      |      |      |      |      |      |      |      |      |      |      |      |      |      |      |      |      |      |      |      |      |      |      |      |      |      |      |      |      |      |      |      |      |      |      |      |      |
| 25     |      | Algarve Pro Racing           | Ligier JSP2 - Nissan VK45DE                | M    | Ate de Jong (1-4)                                                                                    | Dean Koutsoumidis (1-4)                                                                              | John Graham(3-4)                                                                                     | 1-4    |      |      |      |      |      |      |      |      |      |      |      |      |      |      |      |      |      |      |      |      |      |      |      |      |      |      |      |      |      |      |      |      |      |      |      |      |      |      |      |      |      |      |      |      |      |      |      |      |      |      |      |      |      |      |      |      |      |      |      |      |      |      |      |      |      |      |      |      |      |      |      |      |      |      |      |      |      |      |      |      |      |      |      |      |      |      |      |      |      |
| 33     |      | Eurasia Motorsport           | Ligier JSP2 - Nissan VK45DE                | M    | Alex Au (1) Yoshiharu Mori (2) Nabil Jeffri (4)                                                      | Keiko Ihara (en) (1) Marko Asmer (2,4)                                                               | Scott Andrews (2) Jake Parsons (4)                                                                   | 1,2,4  |      |      |      |      |      |      |      |      |      |      |      |      |      |      |      |      |      |      |      |      |      |      |      |      |      |      |      |      |      |      |      |      |      |      |      |      |      |      |      |      |      |      |      |      |      |      |      |      |      |      |      |      |      |      |      |      |      |      |      |      |      |      |      |      |      |      |      |      |      |      |      |      |      |      |      |      |      |      |      |      |      |      |      |      |      |      |      |      |      |
| 37     |      | BBT                          | Ligier JSP2 - Nissan VK45DE                | M    | Anthony Xu Liu (1-4)                                                                                 | Davide Rizzo (1-4)                                                                                   | Pipo Derani (1-4)                                                                                    | 1-4    |      |      |      |      |      |      |      |      |      |      |      |      |      |      |      |      |      |      |      |      |      |      |      |      |      |      |      |      |      |      |      |      |      |      |      |      |      |      |      |      |      |      |      |      |      |      |      |      |      |      |      |      |      |      |      |      |      |      |      |      |      |      |      |      |      |      |      |      |      |      |      |      |      |      |      |      |      |      |      |      |      |      |      |      |      |      |      |      |      |
| LMP3   |      |                              |                                            |      | | | |        |      |      |      |      |      |      |      |      |      |      |      |      |      |      |      |      |      |      |      |      |      |      |      |      |      |      |      |      |      |      |      |      |      |      |      |      |      |      |      |      |      |      |      |      |      |      |      |      |      |      |      |      |      |      |      |      |      |      |      |      |      |      |      |      |      |      |      |      |      |      |      |      |      |      |      |      |      |      |      |      |      |      |      |      |      |      |      |      |      |
| 1      |      | WIN Motorsport               | Ligier JS P3 - Nissan VK45VE               | M    | William Lok (en) (1-4)                                                                               | Philippe Descombes (en) (1-4)                                                                        | Richard Bradley (1-4)                                                                                | 1-4    |      |      |      |      |      |      |      |      |      |      |      |      |      |      |      |      |      |      |      |      |      |      |      |      |      |      |      |      |      |      |      |      |      |      |      |      |      |      |      |      |      |      |      |      |      |      |      |      |      |      |      |      |      |      |      |      |      |      |      |      |      |      |      |      |      |      |      |      |      |      |      |      |      |      |      |      |      |      |      |      |      |      |      |      |      |      |      |      |      |
| 6      |      | Jackie Chan DC Racing X Jota | Ligier JS P3 - Nissan VK45VE               | M    | Guy Cosmo (1-4)                                                                                      | Patrick Byrne (1-4)                                                                                  | Gabriel Aubry (3,4)                                                                                  | 1-4    |      |      |      |      |      |      |      |      |      |      |      |      |      |      |      |      |      |      |      |      |      |      |      |      |      |      |      |      |      |      |      |      |      |      |      |      |      |      |      |      |      |      |      |      |      |      |      |      |      |      |      |      |      |      |      |      |      |      |      |      |      |      |      |      |      |      |      |      |      |      |      |      |      |      |      |      |      |      |      |      |      |      |      |      |      |      |      |      |      |
| 11     |      | Taiwan Beer GH Motorsport    | Ligier JS P3 - Nissan VK45VE               | M    | Hanss Lin (1-4)                                                                                      | Shaun Thong (en) (1,2,4) Scott Andrews (3)                                                           | Ye Hong Li (2,3)                                                                                     | 1-4    |      |      |      |      |      |      |      |      |      |      |      |      |      |      |      |      |      |      |      |      |      |      |      |      |      |      |      |      |      |      |      |      |      |      |      |      |      |      |      |      |      |      |      |      |      |      |      |      |      |      |      |      |      |      |      |      |      |      |      |      |      |      |      |      |      |      |      |      |      |      |      |      |      |      |      |      |      |      |      |      |      |      |      |      |      |      |      |      |      |
| 18     |      | KCMG                         | Ligier JS P3 - Nissan VK45VE               | M    | Josh Burdon (en) (1-4)                                                                               | Louis Prette (1-4)                                                                                   | Neric Wei (en) (1-4)                                                                                 | 1-4    |      |      |      |      |      |      |      |      |      |      |      |      |      |      |      |      |      |      |      |      |      |      |      |      |      |      |      |      |      |      |      |      |      |      |      |      |      |      |      |      |      |      |      |      |      |      |      |      |      |      |      |      |      |      |      |      |      |      |      |      |      |      |      |      |      |      |      |      |      |      |      |      |      |      |      |      |      |      |      |      |      |      |      |      |      |      |      |      |      |
| 65     |      | Viper Niza Racing (en)       | Ligier JS P3 - Nissan VK45VE               | M    | Douglas Khoo (en) (1-4)                                                                              | Dominic Ang (1-4)                                                                                    | James Winslow (2) Nigel Moore (3,4)                                                                  | 1-3    |      |      |      |      |      |      |      |      |      |      |      |      |      |      |      |      |      |      |      |      |      |      |      |      |      |      |      |      |      |      |      |      |      |      |      |      |      |      |      |      |      |      |      |      |      |      |      |      |      |      |      |      |      |      |      |      |      |      |      |      |      |      |      |      |      |      |      |      |      |      |      |      |      |      |      |      |      |      |      |      |      |      |      |      |      |      |      |      |      |
| 99     |      | TKS                          | Ginetta-Juno P3-15 - Nissan VK45VE         | M    | Shinyo Sano (2)                                                                                      | Yuta Kamimura (2)                                                                                    | Takuya Shirasaka (2)                                                                                 | 2      |      |      |      |      |      |      |      |      |      |      |      |      |      |      |      |      |      |      |      |      |      |      |      |      |      |      |      |      |      |      |      |      |      |      |      |      |      |      |      |      |      |      |      |      |      |      |      |      |      |      |      |      |      |      |      |      |      |      |      |      |      |      |      |      |      |      |      |      |      |      |      |      |      |      |      |      |      |      |      |      |      |      |      |      |      |      |      |      |      |
| GT     |      |                              |                                            |      | | | |        |      |      |      |      |      |      |      |      |      |      |      |      |      |      |      |      |      |      |      |      |      |      |      |      |      |      |      |      |      |      |      |      |      |      |      |      |      |      |      |      |      |      |      |      |      |      |      |      |      |      |      |      |      |      |      |      |      |      |      |      |      |      |      |      |      |      |      |      |      |      |      |      |      |      |      |      |      |      |      |      |      |      |      |      |      |      |      |      |      |
| 66     |      | Tianshi Racing Team          | Audi R8 LMS                                | M    | Peng Liu (1,2) Alex Au (3) Mitchell Gilbert (en) (4)                                                 | Weian Chen (1-4)                                                                                     | Massimiliano Wiser (1-4)                                                                             | 1-4    |      |      |      |      |      |      |      |      |      |      |      |      |      |      |      |      |      |      |      |      |      |      |      |      |      |      |      |      |      |      |      |      |      |      |      |      |      |      |      |      |      |      |      |      |      |      |      |      |      |      |      |      |      |      |      |      |      |      |      |      |      |      |      |      |      |      |      |      |      |      |      |      |      |      |      |      |      |      |      |      |      |      |      |      |      |      |      |      |      |
| 90     |      | FIST-Team AAI                | Mercedes-AMG GT3 (1) Ferrari 488 GT3 (2-3) | M    | Lam Yu (1-3) Sarun Sereethoranakul (4)                                                               | Ollie Millroy (1-4)                                                                                  | Raffaele Marciello (1) Marco Cioci (2,3) Bhurit Bhirombhakdi (4)                                     | 1-4    |      |      |      |      |      |      |      |      |      |      |      |      |      |      |      |      |      |      |      |      |      |      |      |      |      |      |      |      |      |      |      |      |      |      |      |      |      |      |      |      |      |      |      |      |      |      |      |      |      |      |      |      |      |      |      |      |      |      |      |      |      |      |      |      |      |      |      |      |      |      |      |      |      |      |      |      |      |      |      |      |      |      |      |      |      |      |      |      |      |
| 91     |      | FIST-Team AAI                | BMW M6 GT3                                 | M    | Jun-San Chen (1-4)                                                                                   | Jesse Krohn (1-4)                                                                                    | Chaz Mostert (en) (1-3) Markus Palttala (4)                                                          | 1-4    |      |      |      |      |      |      |      |      |      |      |      |      |      |      |      |      |      |      |      |      |      |      |      |      |      |      |      |      |      |      |      |      |      |      |      |      |      |      |      |      |      |      |      |      |      |      |      |      |      |      |      |      |      |      |      |      |      |      |      |      |      |      |      |      |      |      |      |      |      |      |      |      |      |      |      |      |      |      |      |      |      |      |      |      |      |      |      |      |      |
| GT Cup |      |                              |                                            |      | | | |        |      |      |      |      |      |      |      |      |      |      |      |      |      |      |      |      |      |      |      |      |      |      |      |      |      |      |      |      |      |      |      |      |      |      |      |      |      |      |      |      |      |      |      |      |      |      |      |      |      |      |      |      |      |      |      |      |      |      |      |      |      |      |      |      |      |      |      |      |      |      |      |      |      |      |      |      |      |      |      |      |      |      |      |      |      |      |      |      |      |
| 77     |      | Team NZ                      | Porsche 911 GT3 Cup                        | M    | Graeme Dowsett (3,4)                                                                                 | Will Bamber (3,4)                                                                                    | John Curran (3) Alif Hamdan (pl) (4)                                                                 | 3,4    |      |      |      |      |      |      |      |      |      |      |      |      |      |      |      |      |      |      |      |      |      |      |      |      |      |      |      |      |      |      |      |      |      |      |      |      |      |      |      |      |      |      |      |      |      |      |      |      |      |      |      |      |      |      |      |      |      |      |      |      |      |      |      |      |      |      |      |      |      |      |      |      |      |      |      |      |      |      |      |      |      |      |      |      |      |      |      |      |      |

## Résultats
| N° | Course                | Équipe victorieuse LMP2                         | Équipe victorieuse LMP3                      | Équipe victorieuse GT                      | Équipe victorieuse GT Cup                    | Résultats |
| N° | Course                | Pilotes victorieux LMP2                         | Pilotes victorieux LMP3                      | Pilotes victorieux GT                      | Pilotes victorieux GT Cup                    | Résultats |
| -- | --------------------- | ----------------------------------------------- | -------------------------------------------- | ------------------------------------------ | -------------------------------------------- | --------- |
| 1  | 4 Heures de Zhuhai    | Jackie Chan DC Racing X Jota n°8                | KCMG n°18                                    | FIST-Team AAI n°91                         | Aucune voiture engagée dans cette catégorie. | résultats |
| 1  | 4 Heures de Zhuhai    | Stéphane Richelmi Harrison Newey Thomas Laurent | Josh Burdon (en) Louis Prette Neric Wei (en) | Jun-San Chen Jesse Krohn Chaz Mostert (en) | Aucune voiture engagée dans cette catégorie. | résultats |
| 2  | 4 Heures de Fuji      | Jackie Chan DC Racing X Jota n°8                | Jackie Chan DC Racing X Jota n°6             | FIST-Team AAI n°90                         | Aucune voiture engagée dans cette catégorie. | résultats |
| 2  | 4 Heures de Fuji      | Stéphane Richelmi Harrison Newey Thomas Laurent | Patrick Byrne Guy Cosmo                      | Marco Cioci Ollie Millroy Lam Yu           | Aucune voiture engagée dans cette catégorie. | résultats |
| 3  | 6 Heures de Thaïlande | Jackie Chan DC Racing X Jota n°7                | KCMG n°18                                    | FIST-Team AAI n°91                         | Team NZ No. 77                               |           |
| 3  | 6 Heures de Thaïlande | Jazeman Jaafar Weiron Tan Afiq Yazid            | Josh Burdon (en) Louis Prette Neric Wei (en) | Jun-San Chen Jesse Krohn Chaz Mostert (en) | Will Bamber John Curran Graeme Dowsett       |           |
| 4  | 4 Heures de Sepang    | Jackie Chan DC Racing X Jota n°8                | Jackie Chan DC Racing X Jota n°6             | FIST-Team AAI n°91                         | Team NZ No. 77                               |           |
| 4  | 4 Heures de Sepang    | Stéphane Richelmi Harrison Newey Thomas Laurent | Gabriel Aubry Patrick Byrne Guy Cosmo        | Jun-San Chen Jesse Krohn Markus Palttala   | Will Bamber Graeme Dowsett Alif Hamdan       |           |

## Classement

### Attribution des points
| Système des points | Système des points | Système des points | Système des points | Système des points | Système des points | Système des points | Système des points | Système des points | Système des points | Système des points | Système des points | Système des points |
| Position           | 1er                | 2e                 | 3e                 | 4e                 | 5e                 | 6e                 | 7e                 | 8e                 | 9e                 | 10e                | Au-delà            | Pole position      |
| ------------------ | ------------------ | ------------------ | ------------------ | ------------------ | ------------------ | ------------------ | ------------------ | ------------------ | ------------------ | ------------------ | ------------------ | ------------------ |
| Points             | 25                 | 18                 | 15                 | 12                 | 10                 | 8                  | 6                  | 4                  | 2                  | 1                  | 0.5                | 1                  |

### Légende des tableaux de classements
| DNF          | La voiture n'a pas terminée la course.                                                |
| DNS          | La voiture n'a pas pu prendre le départ.                                              |
| DNC          | La voiture n'a pas été classée car elle a parcouru moins de 70 % des tours du leader. |
| DSQ          | La voiture a été disqualifiée par l'organisation.                                     |
| Casse vierge | La voiture ou le pilote n'était pas inscrit à la course.                              |

La voiture en pole position de chaque catégorie à son résultat en gras.

### Championnat des Équipes

#### LMP2
| Pos. | Voiture | Équipe                       | ZHU | FUJ | BUR | SEP | Total points |
| ---- | ------- | ---------------------------- | --- | --- | --- | --- | ------------ |
| 1    | 8       | Jackie Chan DC Racing X Jota | 1   | 1   | 2   | 1   | 95           |
| 2    | 37      | BBT                          | 2   | 2   | 3   | 2   | 70           |
| 3    | 7       | ARC Bratislava               | 3   | 4   | 4   | 4   | 51           |
| 4    | 7       | Jackie Chan DC Racing X Jota | DNF | 3   | 1   | 5   | 50           |
| 5    | 33      | Eurasia Motorsport           | 4   | DNF |     | 3   | 28           |
| 6    | 25      | Algarve Pro Racing           | 5   | 5   | DNF | DNF | 20           |

#### LMP3
| Pos. | Voiture | Équipe                       | ZHU | FUJ | BUR | SEP | Total points |
| ---- | ------- | ---------------------------- | --- | --- | --- | --- | ------------ |
| 1    | 6       | Jackie Chan DC Racing X Jota | 3   | 1   | 4   | 1   | 77           |
| 2    | 18      | KCMG                         | 1   | DNF | 1   | DNF | 54           |
| 3    | 11      | Taiwan Beer GH Motorsport    | 2   | DNF | 2   | 2   | 54           |
| 4    | 65      | Viper Niza racing            | 4   | 2   | 5   | 4   | 52           |
| 5    | 1       | Win Motorsport               | 5   | DNF | 3   | 3   | 40           |
| 5    | 99      | TKS                          |     | 3   |     |     | 15           |

#### GT
| Pos. | Voiture | Équipe              | ZHU | FUJ | BUR | SEP | Total points |
| ---- | ------- | ------------------- | --- | --- | --- | --- | ------------ |
| 1    | 91      | FIST-Team AAI       | 1   | 2   | 1   | 1   | 95           |
| 2    | 90      | FIST-Team AAI       | 2   | 1   | 3   | 2   | 78           |
| 3    | 66      | Tianshi Racing Team | 3   | 3   | 2   | DNF | 48           |

#### GT Cup
| Pos. | Voiture | Équipe  | ZHU | FUJ | BUR | SEP | Total points |
| ---- | ------- | ------- | --- | --- | --- | --- | ------------ |
| 1    | 77      | Team NZ |     |     | 1   | 1   | 52           |